# Gaotang, Guangdong
Gaotang (kinesiska: 高堂) är en köping i sydöstra  Kina. Den ligger i Raoping härad i staden Chaozhou i provinsen Guangdong, omkring 380 kilometer öster om provinshuvudstaden Guangzhou. Antalet invånare är 18 947. Befolkningen består av 9 451 kvinnor och 9 496 män. Barn under 15 år utgör 25,0 %, vuxna 15-64 år 64 %, och äldre över 65 år 10,0 %.